# Farkas Ilonka
Farkas Ilonka (Budapest, Erzsébetváros, 1914. április 4. – Budapest, 1999. augusztus 30.) magyar operaénekesnő (lírai szoprán), magánénektanár, zenei szakkönyvíró.

## Élete és munkássága
Farkas Elemér (1874–1960) állami rendőrkapitány és Gsell Stefánia (1887–1959) gyermekeként született polgári családban. Iskoláit Budapesten, az Angolkisasszonyoknál végezte, ahol édesapja kívánságára tanítónői oklevelet szerzett. Zeneakadémiai tanulmányait 1934-ben kezdte meg, ahol Maleczky Bianka növendékeként operaénekesi diplomát nyert 1939-ben. A Zeneakadémia elvégzése után a budapesti Operaház szerződtette, ahol Giacomo Puccini Bohéméletének Mimijével debütált. Nagy sikerére való tekintettel az Operaház akkori vezető karmesterének (Sergio Failoni) ajánlásával még ebben az évben a párizsi Opera színpadán is elénekelte ezt a szerepet.
Rövidesen a magyar zenei élet kimagasló személyisége lett, amivel együtt járt az akkori   reprezentatív hangversenyeken való fellépés. Így szerepelt többek között a Zeneakadémián, a Vigadóban, a Hubay palotában, a Károlyi-kertben. A Rádió zenei műsoraiban – amelyeket akkor még rendszerint egyenes adásban közvetítettek – állandó szereplő lett. Az 1941-ben közvetített Lehár A víg özvegy c. operettjében Valencienne szerepét énekelte Udvardy Tibor partnereként.
Operaházi tagsága alatt többek között Marcellina (Beethoven: Fidelio), Micaela (Bizet: Carmen), Margit (Gounod: Faust), Liu (Puccini: Turandot), Violetta (Verdi: Traviata), Erzsébet (Verdi: Don Carlos), a Leány (Kodály Zoltán: Székely fonó) szerepét is elénekelte.
Hangverseny-énekesnőként szoprán szólista volt többek között Bach: Karácsonyi oratóriumában, Beethoven: 9. szimfóniájában, Mozart: Requiemjében, Händel: Messiás, Kodály: Budavári Te Deum, Liszt: Esztergomi miséjében.
Szívesen énekelte  klasszikus szerzők dalait is:  Brahms, Kodály, Mendelssohn, Mozart, Schubert, Schumann, Richard Strauss dalainak előadásával vált ki. Legkedvesebb dala Mozarttól Az ibolya volt. Lírai szoprán hangfekvése ellenére énekelt koloratur-bravúráriákat is (Bellini: Norma – Casta diva, Erkel: Hunyadi László – La Grange-ária).
Már operaházi tagsága idején rendszeresen énekelt szólót a budapesti Mátyás-templom kórusa élén.
Nem volt idegen számára operettrészleteket, népdalokat, magyar nótákat énekelni.
Operaházi szerződését 1954-ben megszüntették „osztályidegen” bélyeget sütve rá.
Ezután csak vidéki zeneiskolákban énektanárnőként kapott állást. Ceglédre, Albertirsára járt tanítani, csak Kodály közbenjárására sikerült Budapesten zeneiskolai magánének-tanári álláshoz jutnia a IX. kerületi zeneiskolában.
Énekesnői karrierjét mégsem engedte megtörni, mert a Mátyás-templomhoz mindezek ellenére hűséges maradt, a legtöbbet szereplő szólisták közé tartozott. 33 éves Mátyás-templomi pályafutása alatt a templom teljes repertoárjának szopránszólóit elénekelte (pl. Beethoven: C-dúr mise, Haydn: Harmónia-mise, Nelson-mise, Teréziamise, Liszt: Esztergomi mise, Koronázási mise, Mozart: Koronázási mise, Mozart: Requiem)
1974. június 23-án énekelt utoljára a Mátyás-templomban, Mozart: Koronázási miséjének szólójával búcsúzott az őt nagyon tisztelő zenésztársaitól és közönségétől.
Visszavonulása után magánének-tanárnő lett. 20 évig tanított a kántorképző – egyházkarnagyképzőben is. Több kórusnak volt állandó hangképzője, mint például az Építők Kórusa (vezető: Pallós Béla, majd Petróczki Edit), a Szilágyi Erzsébet Nőikar (vezető: Katanics Mária).
Őszinte, mély vallásossága elsősorban énekében tükröződött. Hitében, meggyőződésében rendíthetetlen volt.
1999. augusztus 30-án hunyt el Budapesten.
Művészetéről kevés hangfelvétel maradt fenn.

## Megmaradt hangfelvételek
- Részlet A víg özvegyből
- Népdalok